# سید محمدرضا خاتمی
سید محمدرضا خاتمی (زادهٔ ۱۳۳۸ در اردکان) پزشک و سیاستمدار ایرانی است. او که نایب‌رئیس مجلس ششم بود، دبیرکل سابق جبهه مشارکت و عضو فعلی شورای مرکزی آن است. او از اعضای دانشجویان مسلمان پیرو خط امام بود که در آبان ۱۳۵۸ سفارت ایالات متحده در تهران را اشغال کردند و
در گروگان‌گیری در سفارت ایالات متحده آمریکا حضور داشته است.

## زندگی
محمدرضا خاتمی فرزند سید روح‌الله خاتمی و برادر سید محمد خاتمی است. همسر وی زهرا اشراقی نوه سید روح‌الله خمینی و دختر شهاب‌الدین اشراقی است.

## فعالیت‌های سیاسی
خاتمی در ابتدای دهه ۶۰ مسئول روابط عمومی و سخنگوی سپاه پاسداران منطقه ۱۰ کشور بوده است. وی فوق تخصص نفرولوژی (بیماری‌های کلیه) دارد و پیش از قبول معاونت بهداشتی وزارت بهداشت، درمان و آموزش پزشکی ایران پس از انتخاب برادرش به ریاست جمهوری در سال ۱۳۷۶ تجربه کار پزشکی در ایران و انگلیس را داشت.

سید محمدرضا خاتمی هشت سال قبل که به جایگاه دبیرکلی جبهه مشارکت رسید، از موقعیت فعلی درون این حزب برخوردار نبود. چنان‌که خود می‌گوید: «آن زمان همه می‌گفتند به خاطر برادر رئیس‌جمهور بودن، دبیرکل شده است.» اما او پس از رسیدن به نمایندگی مجلس از چنان موقعیتی درون جبهه مشارکت برخوردار شد که خود می‌گوید: 
«همان‌ها نگران انشعاب در حزب پس از رفتن من هستند.»
او دارای رکورد بیشترین میزان رای یک نماینده مجلس شورای اسلامی در طول تاریخ ایران تا سال ۱۳۹۴ بود که در این سال، محمدرضا عارف این رکورد را شکست.
وی از متحصنین و سخنگوی نمایندگان مجلس ششم بوده است.

## انتشار سند دربارهٔ انتخابات ۸۸
محمدرضا خاتمی متن دفاعیات خود را پیرامون تقلب ۸ میلیونی در انتخابات ریاست‌جمهوری ایران (۱۳۸۸)، علی‌رغم مخالفت‌های قوه قضاییهمنتشر کرد. متن دفاعیات خاتمی مربوط به نحوه نظارت بر انتخابات و شامل‌اقدامات صورت گرفته توسط شورای نگهبان و اسناد و مکاتبات مهم مربوط به آن بوده است.
بر اساس آن تعداد تعرفه‌های استفاده نشده ۱۳۴ هزار و ۶۲۶ نبوده، بلکه رقم واقعی دو میلیون و ۱۸۹ هزار و ۶۱۷ بوده است. همچنین تعداد ۲ میلیون و ۵۴ هزار و ۹۹۳ رای عددسازی شده است، ۳ میلیون و ۳۵ هزار تعرفه کمتر از میزان چاپ شده ارسال شده، در نتیجه ۸ میلیون و ۵۸۹ هزار و ۹۹۳ رای تقلب صورت گرفته است.

### حکم دادگاه
محمدرضا خاتمی در سال ۱۳۹۸ به تحمل دو سال حبس تعزیری در دادگاه بدوی محکوم شد. این حکم وی مرتبط با مصاحبه اش پیرامون تقلب ۸ میلیونی در انتخابات دوره دهم ریاست جمهوری ایران بود.

## ابتلا به بیماری کرونا
محمد رضا خاتمی در ۹ فروردین ۱۳۹۹ در فایل ویدیویی که منتشر کرد ضمن تأیید ابتلای خود به ویروس کرونا، گفت: مردم با ماندن در خانه و رعایت قوانین بهداشتی در شرایط فعلی بیشترین نقش را برای جلوگیری از گسترش ویروس کرونا دارند؛ اما با این موضوع موافق نیستم که بیشترین تقصیر را گردن مردم بیندازیم بلکه حکومت‌ها در این باره بیشترین مسئولیت را برعهده دارند. کرونا یک بیماری است، مردم خونسردی خود را حفظ کنند ودر خانه‌هایشان بمانند تا وضعیت بهتر شود.